# Josef Bittner
Josef Bittner (7. února 1917 Libněves – 30. srpna 1943 Beaulieu) byl český pilot 311. československé bombardovací perutě.

## Život

### Před druhou světovou válkou
Josef Bittner se narodil 7. února 1917 v Libněvsi na Nymbursku. Vystudoval gymnázium ve Francii a nastoupil studium na Českém vysokém učení technickém v Praze. Dokončil čtyři semestry a odešel bojovat do Španělské občanské války. Po porážce republikánů přešel ilegálně do Francie, kde díky svým kontaktům získal zaměstnání na československém zastupitelském úřadu.

### Druhá světová válka
Dne 13. prosince 1939 byl Josef Bittner ve francouzském Gurs prezentován u Československé armády v zahraničí. Po pádu Francie v červnu 1940 se evakuoval do Spojeného království, kde 25. července 1940 vstoupil do Royal Air Force a absolvoval první výcvik. Od 21. září téhož roku začal opět pracovat na československém exilovém velvyslanectv. Pilotní výcvik absolvoval v Babbacombe mezi květnem 1941 a červencem 1943, poté byl zařazen do 311. československé bombardovací perutě. Dne 30. srpna 1943 vzlétl na pozici druhého pilota ke cvičnému letu na stroji Consolidated B-24 Liberator GR Mk.V BZ785 L pod velením Emila Palichleba. Letoun havaroval v blízkosti letiště v Beaulieu a většina posádky včetně Josefa Bittnera zahynula. Pohřben byl na hřbitově v Brookwoodu. Dosáhl hodnosti četaře aspiranta.

## Posmrtná ocenění
- Josef Bittner byl v roce 1991 in memoriam povýšen do hodnosti podplukovníka